# Chromatophania distinguenda
Chromatophania distinguenda är en tvåvingeart som beskrevs av Villeneuve 1913. Chromatophania distinguenda ingår i släktet Chromatophania och familjen parasitflugor. Inga underarter finns listade i Catalogue of Life.